# 기계 체조
기계 체조(器械體操, artistic gymnastics, 문화어: 예술체조)는 기계를 사용하는 모든 예술적 체조를 말한다. 근력, 지구력, 유연성, 민첩성, 평형감각을 이용해 제한 시간 내에 많은 기술을 사용해야 하며 미적 표현력을 가지고 아름다운 기술을 뽐내야 한다.
남자는 마루운동, 안마, 링, 도마, 평행봉, 철봉의 6종목으로 구성되어 있고, 여자는 도마, 이단평행봉, 평균대, 마루운동의 4종목으로 구성되어 있다. 종목별 경기와 함께 이를 바탕으로 한 단체종합과 개인종합으로 나뉜다.
고대 이집트에서 시작했으나 현대적 의미의 기계 체조는 1896년 하계 올림픽에서 시작했고 그 후 국제올림픽위원회(IOC)의 주관으로 4년 마다 개최하는 국제 스포츠대회인 올림픽의 한 종목으로 자리잡고 있다. 또한 올림픽이 개최되는 연도를 제외하고 매년 국제 체조 연맹(FIG) 주관하는 세계 체조 선수권대회를 개최하고 있다. 그 밖에 2년마다 개최되는 하계 유니버시아드 대회의 한 종목으로도 존재한다.

## 명칭
기계체조(器械體操)는 기계와 체조의 합성어로 기계를 사용하는 모든 운동을 칭한다. 1908년 9월에는 한국 최초의 체조단체라고 볼 수 있는 무도체조 기계부라는 것이 창설되었고, 그 후 중앙기독청년회 주최로 현상 철봉대회가 개최되었으며, 1931년 10월 31일 제1회 전 조선 기계 체조 대회가 중앙기독교청년회 체육관에서 개최되었는데, 이때 처음으로 기계체조라는 용어를 사용했다. 같은 한자문화권인 중화인민공화국이나 중화민국에서는 경기체조(竞技体操)라 하고 일본에서는 체조경기(体操競技)라고 부른다.
오늘날 영어에서 기계체조를 뜻하는 단어는 Apparatus gymnastics인데 최근에 언론이나 일상적으로 Artistic gymnastics를 사용한다. 뒷 단어 gymnastics는 독일어로 김나스틱(Gymnastik)이라고 하는데 이것은 그리스어의 ‘벌거숭이의’를 뜻하는 김노스(γυμνος)에서 따온 것으로서, 그리스시대에 달리기, 뛰기, 던지기, 권투, 레슬링 등을 벌거벗은 채 행하던 데에서 유래한다.

## 기계체조의 역사

### 기원
원시인들은 생계를 유지하기 위해서 산과 들에서 동물을 사냥하고, 나무에 올라 열매를 따고, 물 속에서 고기를 잡으며, 다른 종족이나 부족과 싸움도 해야만 했다. 그러므로 그들은 자연히 강한 신체를 가져야만 했다. 그렇기 위해서는 잘 달리고, 잘 던지며, 잘 싸울 수 있는 훈련이 필요했다. 현대 스포츠는 경기의 승패에 주로 관심을 둔다. 그러나 원시인들은 목적물의 명중 여부가 그 날의 생계와 직결되며, 상대가 자기보다 강한 맹수인 경우에는 직접 생명까지 영향을 끼치는 심각한 문제였다. 그렇기 때문에 시간이 있을 때마다 신체를 단련하고 기술의 향상을 꾀하였는데, 이것이 바로 스포츠 발생의 기원이 되었다. 그러므로 현재 우리들이 실시하고 있는 각종 스포츠는 그 조직과 유형상 차이는 있지만 원시인들의 생활 형태가 발전된 것이라고 볼 수 있다. 생활이 진보되고 문화가 발전함에 따라 스포츠는 끊임없이 시대적 요청에 부응하여 그 시대의 문화를 반영하여 왔다. 그 결과, 승패의 결정에 있어서도 단순히 상대방과 경쟁할 뿐만 아니라 시간과 거리를 경쟁하게 되었고, 나아가서 미적 표현이나 예술성을 겨루는 기계체조와 같은 종목이 나타나게 되었다.

### 역사
기계체조의 역사는 고대 이집트에서 시작했다고 보는 것이 옳다. 수렵의 성공을 기원하기 위해 재주를 넘거나 어린이들의 유희를 통해서 즐기는 일, 혹은 공중의 무용수나 곡예사가 그 동작을 행하는 등에서 운동의 형태가 분화되어 발전하여왔다고 볼 수 있다. 이후 곡예라든가 전쟁에 필요한 준비 혹은 무엇인가 생활의 필요에 의하여 사람이 기계를 이용하여 몸을 움직인 역사는 대단히 오래된 것이라고 생각되나 정식적으로는 18세기 구츠무츠(J.GutsMut-hs)가 세운 기본 체계를 독일체조의 아버지라고 하는 얀(F.L.Jahn)이 창시했다고 보는 것이 옳다. 얀은 나폴레옹전쟁에서 패배한 조국청년들의 정신과 신체를 단련하기 위해서 안마, 목마, 철봉, 평균대, 평행봉과 같은 기계를 선택하여 그 기계에 맞는 여러 가지의 운동형태를 고안하였다.
체조경기로서 처음 양상을 띤 것은 1814년에 얀이 경기대회를 열었던 때였다. 그러나 그 경기회에서 실시한 종목은 순수한 체조경기로서는 인정하기에 곤란하였다. 1881년에는 국제체조연맹(Fédération Internationale Gymnastique/FIG)이 설립되어 국제시합을 감독하게 되었으며 이 후 1896년 하계 올림픽에서 체조경기가 정식으로 시작되었다. 그 당시 종목은 철봉, 평행봉, 안마, 링 등의 4개 종목이었으며 남자종목만이 존재하였다. 현재와 같이 6종목으로 확정된 것은 1930년 세계체조선수권대회 때, 올림픽에서는 1932년 하계 올림픽. 여자기계체조는 1928년 하계 올림픽부터 채택되었으며 초기 올림픽 대회에서는 매번 연기 종목이 달랐으나 결국 1952년부터 완전한 체제를 갖추어 남자 경기는 6개 종목으로 규정되어, 철봉, 평행봉, 안마, 도마, 링, 마루운동과 이 6개 종목 연기점수를 합해 평가하는 종합경기 종목으로 나뉘었다. 여자 종목도 평균대, 이단평행봉, 도마, 마루운동, 리듬체조경기 등이 있으며, 남자의 경우와 마찬가지로 종합경기 종목으로 나누어 치러졌다.

## 종목

#### 도마

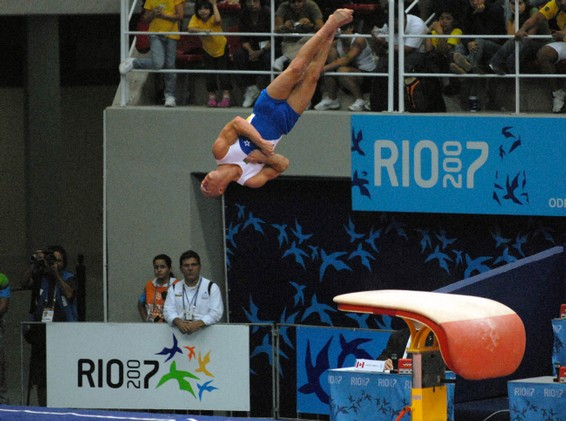

고대 로마 제국의 군인들이 말타기 훈련에 목마를 사용한 데서 비롯된 운동이다. 뜀틀의 높이, 놓인 위치에 따라 도움닫기, 발구르기, 손짚기, 공중 자세를 이용하여 뜀틀을 넘되, 손짚기와 공중에서의 멋진 자세가 요구되는 운동이다. 또한 안정된 착지 자세가 매우 중요하다. 달리는 힘, 뛰어오르는 힘을 기를 수 있고, 순발력·민첩성·조정력이 향상된다.
뜀틀은 길이 95-105cm, 높이 135cm(여자는 125cm)이며, 남녀 모두 규정 및 자유 연기 두 가지가 있다. 구름판을 놓는 위치는 경기자의 자유이다. 모든 뛰어넘기는 한 손 또는 두 손으로 하여야 하며, 도움닫기의 길이는 자유로이 선택해도 된다.(25m) 여자의 경우 모든 뛰어넘기는 두 손을 뜀틀 위에 대고 시행해야 한다.
독일에서 개발된 특수 형태의 구름판인 로이터판(뜀틀)을 도마 앞에 놓고 선수는 달려오다가 도마가 가까워지면 있는 힘을 다해 로이터판을 밟은 다음 도마를 두 손으로 짚고 뛰어넘는다. 경기에서는 두 다리를 벌리고 뛰어넘거나, 또는 다리를 모으고 웅크린 자세로 뛰어넘거나, 다리를 쭉 펴고 엉덩이를 구부린 자세로 뛰어넘을 수 있으며 앞으로 재주넘기와 옆으로 재주넘기를 비롯해 좀 더 어려운 동작으로 여러 가지 묘기를 연출할 수 있다. 두 손은 도마의 앞·뒤쪽 어느 부분이나 짚을 수 있지만 착지지점이 제한되어 있어서 이 지점을 벗어난 곳에 손이 닿으면 감점을 당한다. 선수의 연기는 정해진 난이도에 따라 평가된다.
뛰는 그룹은 2가지 서로 다른 도마를 사용하는 종목별 경승경기를 제외하고, 한번의 도마 연기를 실시한다. 각 도마경기는 도움닫기 두 다리를 모아 발구름하여 몸을 뛰워(발구름 직전 도움짚기를 할 수도 있고 할지 않을 수도 있다) 양손을 마 위에 놓고 간단하게 버티는 동작으로 이루어진다. 도마는 기구의 두 축 주위를 1회 또는 복수로 비트닌 동작을 포함한다. 첫 번째 도마연기 후에 선수는 재빨리 시작 위치로 돌아와 기구 주심의 신호에 따라 두 번째 도마연기를 해야 한다.

#### 마루

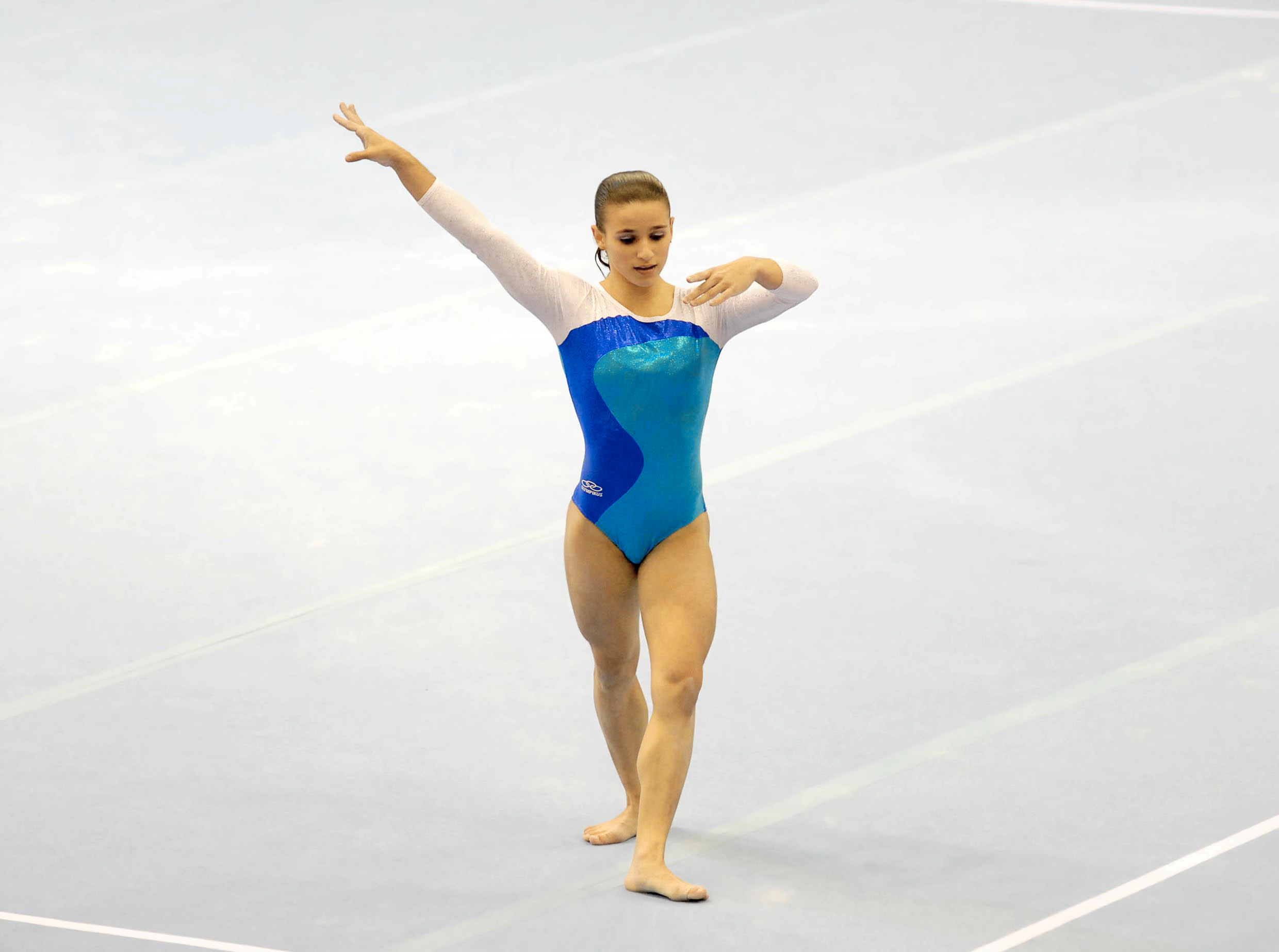

선수들은 헝겊으로 덮인 국제 체조 연맹에서 공인규격으로 인정되고 있는 사방 12m 길이의 탄력을 가진 마루 위에서 여러 가지 동작을 연기한다. 유연성, 힘, 도약, 자세유지, 균형의 요소를 결합한 동작과 그 밖에 여러 가지 묘기를 보여야 한다. 처음부터 끝까지 율동적이어야 하고 동작과 동작이 조화를 이루어야 하며, 선수는 배정된 구역을 최대한 이용하여 여러 방향으로 움직여야 한다. 대개 옆으로 재주 넘기에 이어 앞이나 뒤로 손 짚고 재주 넘기와 공중제비를 하는 일련의 동작으로 시작하여 끝난다. 한 발로 균형잡기, 두 손으로 마루를 짚고 다리를 벌려 물구나무서기, 발레와 비슷한 동작, 재주 넘기, 도약을 연기 사이사이에 끼워 넣는다. 선을 밟거나 벗어나면 감점이 된다.
기술로는 구르기 분야로서 앞구르기, 뒤구르기, 옆구르기 등이 있고, 돌기 분야로서 손짚고 앞돌기, 손짚고 옆돌기, 손짚고 뒤돌기 등이 있고, 공중돌기 분야로서 앞공중돌기, 뒤공중돌기, 옆공중돌기, 몸펴뒤공중돌기와 이 밖에 특기기술 등이 있다. 구성과 운동에서 불필요한 반복, 재주 넘기의 거리가 먼 도움닫기는 피해야하며 정지기술은 2회까지 허용되며 시간은 2초로 정하고 있다. 남자 마루운동은 덤블링이 중심이고, 그 밖에 여러 동작이 합해져서 연기가 구성된다.
점프, 공중 회전, 물구나무서기의 정지 동작, 무용적 요소 등을 연기에 포함시켜야 한다. 남자의 연기 구성은 힘 기량, 정지 기량, 평균 기량, 재주넘기 기량을 보일 수 있도록 짜되, 연기 시간은 50-70초 이내이다. 여자의 연기는 예술적인 뜀뛰기, 무용적인 움직임, 스텝, 회전 기량, 재주넘기를 섞어서 구성하여야 한다. 마루의 넓이를 충분히 사용할 수 있도록 구성하되, 불필요한 반복이나 뜀뛰기 기량, 재주넘기 전의 긴 도움닫기는 피하도록 하며, 연기 시간은 60-90초 이내이다.
남자종목은 50~70초로 시간이 제한되고 여자종목은 음악에 맞추어 연기해야 하며, 시간제한이 60~90초로 되어 있다는 점만 제외하고는 서로 비슷하다.

### 남자종목

#### 안마

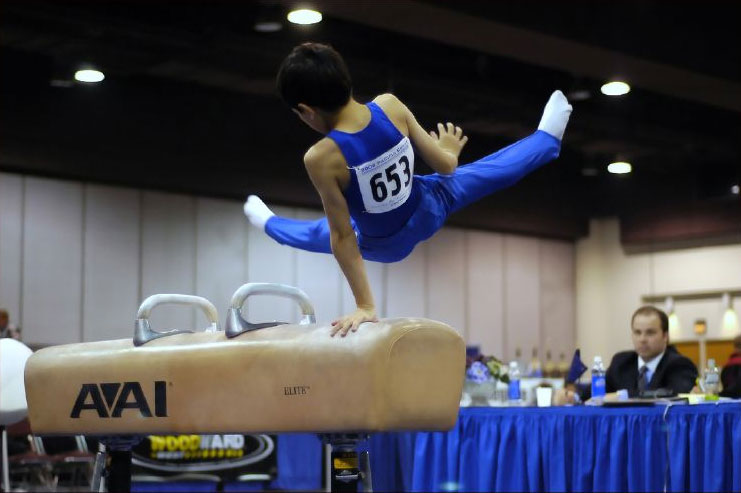
안마경기를 하고 있는 소년

안마경기는 손잡이를 중심으로 한 양편 옆면을 골고루 이용하여 몸을 곧게 뻗어 펴고 양손으로 버티어 실시하는 것으로 주로 상지대 근력을 이용하는 운동이다.
현재 국제체조경기에서 사용하는 안마는 겉에 가죽이 씌워져 있으며, 길이가 1.6m, 폭이 34~36cm이고 한가운데의 받침대를 포함해 바닥에서 꼭대기까지의 높이가 약 110cm이며 구부러진 나무로 만든 높이 12cm의 손잡이(안장머리) 2개가 말(안마) 위에 40~45cm의 간격을 두고 끼어져 있는 것을 원칙으로 한다. 체조선수는 두 손으로 말 위에 있는 손잡이를 잡고 균형을 유지하면서, 한 다리나 두 다리를 빙빙 돌리거나 두 다리를 가위처럼 교차시키는 등 몸통과 다리를 쉬지 않고 움직인다. 이런 움직임과 더불어 몸의 방향을 바꾸고 손의 위치를 말의 앞쪽(목)과 가운데(안장)와 뒤쪽(엉덩이)으로 계속 바꾸어야 한다. 동작을 다양하게 변화시키고, 왼쪽과 오른쪽으로 동작의 방향을 바꾸는 것도 필요하다.
경기시 주로 사용되는 기술로서는 다리엇갈리기, 선회돌기, 틀어옮기기, 들어옮기기 등의 기술이 있다. 경기시 연기의 구성에 유의해야 할 사항은 진동과 선회에서 정지하지 않고 실시해야 하며, 발엇갈리기의 바로와 반대 동작을 구사하여야 하며, 안마의 세 부분을 반드시 적절히 사용해야 한다. 또한 모든 동작은 반드시 스윙과 함께 이루어져야 하며, 경기 도중 아주 경미한 중단도 있어서는 안 된다. 힘기와 버티기 동작을 해서는 안 된다.

#### 링

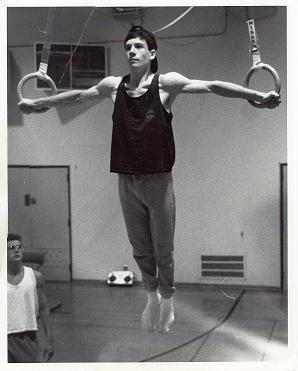

높은 천장에서 줄이 늘어진 고리로 운동을 하는 것으로 모든 체조 종목 가운데 가장 많은 힘을 필요로 하고 특히 어깨·팔·손 등을 버티는 골격 근력이 주로 작용하는 것으로 근육에 탄력성을 요구하는 종목이다. 링은 굵기가 28mm인 나무로 만들어져 있으며 링의 안쪽 지름은 18cm이다. 현재 국제 경기에서 사용하고 있는 2개의 링은 바닥에서 5.5m 높이에서 늘어져 있는 가죽끈에 매달려 있는데, 링 자체의 높이는 마루에서 2.5m이고 링 사이의 간격은 50cm으로서 국제체조연맹에서 공인규격으로 인정한 것이다.
링체조는 링이 전혀 흔들리지 않는 정지된 상태에서 연기를 해야 한다. 또한 링 체조는 앞뒤로 신체를 움직이는 스윙 동작, 힘, 자세유지를 결합한 체조이다. 힘을 필요로 하는 대표적인 동작으로는 크로스라고도 하는 아이언크로스(두 팔을 양쪽으로 쭉 뻗고 몸을 수직으로 유지하는 동작)와 레버(몸을 수평으로 쭉 뻗은 상태에서 두 팔을 곧게 펴고 매달려 있는 것)가 있다. 경기 때에 구성상 유의하여야 할 사항은 우선 줄의 흔들림이 없어야 하며 진동기술, 힘으로 하는 기술, 정지기술 등이 포함되어야 하며, 2회의 물구나무서기가 들어가야 되는데, 그 가운데 하나는 힘으로 실시하여야 하며, 또 다른 하나는 진동을 이용하여 실시하여야 한다.

#### 평행봉

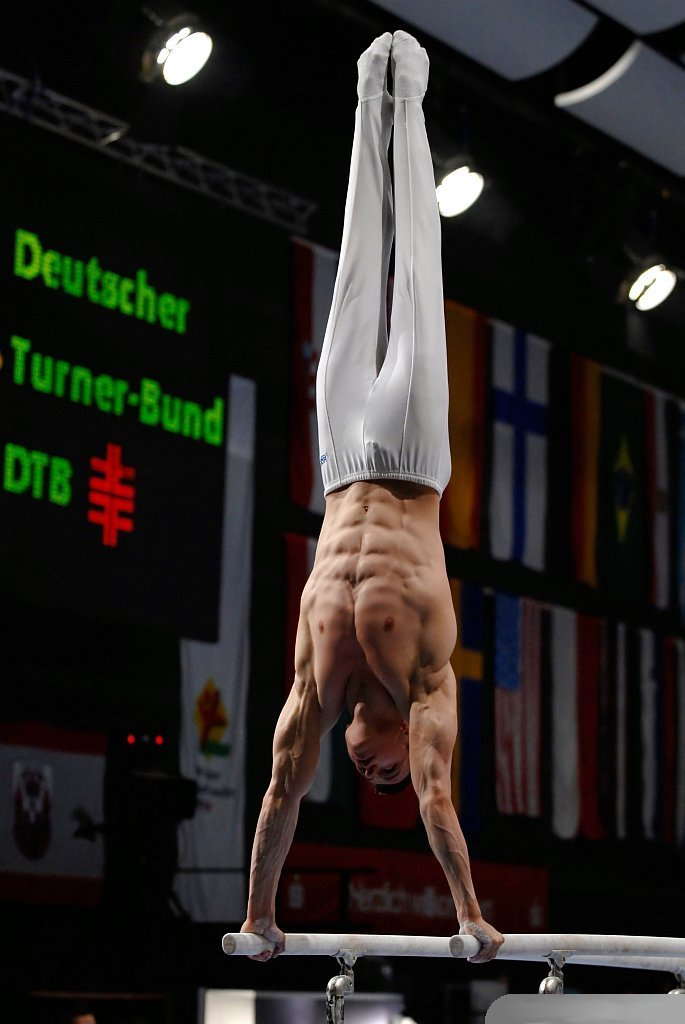

9세기 초부터 뜀틀과 안마 운동의 연습용 기구인 평행봉의 활용법을 1811년 독일의 얀이 개발함으로써 하나의 운동 종목이 되었다. 평행봉 운동은 어깨·팔·가슴의 근력을 발달시키고, 정확한 동작, 아름다운 자세 등과 함께 주의력·침착성 등도 향상된다.
평행봉 운동은 팔로 지지한 상태에서 진동을 이용한 동작과 또는 매달린 상태에서의 진동을 이용한 동작을 통해서 행하여진다. 42~48cm의 간격을 두고 나란히 세워져 있는 2개의 나무봉은 절단면이 지름 5cm의 타원형이며, 길이 3.5m, 높이 1.7m으로서 국제 체조 연맹에서 공인규격으로 인정한 것이다. 봉의 높이와 폭은 경우에 따라 조정이 가능하다. 시합에 임하는 선수들은 몸 흔들어 움직이기, 도약, 힘, 균형 등을 보여야 한다. 특히 흔들기와 도약이 가장 중요한 내용이다. 봉 아래에서의 움직임, 봉을 놓았다가 다시 잡기 등도 경기 내용에 반드시 포함된다. 정지기술로서는 물구나무서기나 엘자버티기 등으로 주로 상지대 근력을 사용해서 행하는 운동이다. 경기 기술은 자세유지영역과 진동영역으로 구분된다.
2개의 봉을 이용하여 돌기·흔들기·물구나무서기 등의 동작을 연속적으로 연기한다. 즉, 흔들기를 중심으로 하는 기술, 두 손을 떼고 하는 기술, 정지기술, 힘을 나타내는 기술 등을 복합시켜서 구성한다. 연기의 대부분은 흔들기를 중심으로 하는 기술과 두 손을 떼고 하는 기술이어야 하며, 연기 중에 적어도 하나는 힘을 나타내는 기술과 봉 위 또는 아래서, 두 손을 떼고 하는 B난이도의 기술을 구사해야 한다. 정지 기술은 2회 이내로 하는데, 대부분의 기술이 물구나무서기에서 시작되므로 강한 근력이 요구된다.
경기시에 유의해야 할 사항은 진동기와 양 손을 봉에서 놓으며 행하는 기술과 정지기술이 포함되어야 하며, 힘으로 표현되는 기술이 포함되면 좋다. 정지기술은 3회를 넘지 말아야 하며, 봉 위에서 봉 아래로 양 손을 동시에 놓았다 잡는 기술이 포함되어야 된다.

#### 철봉

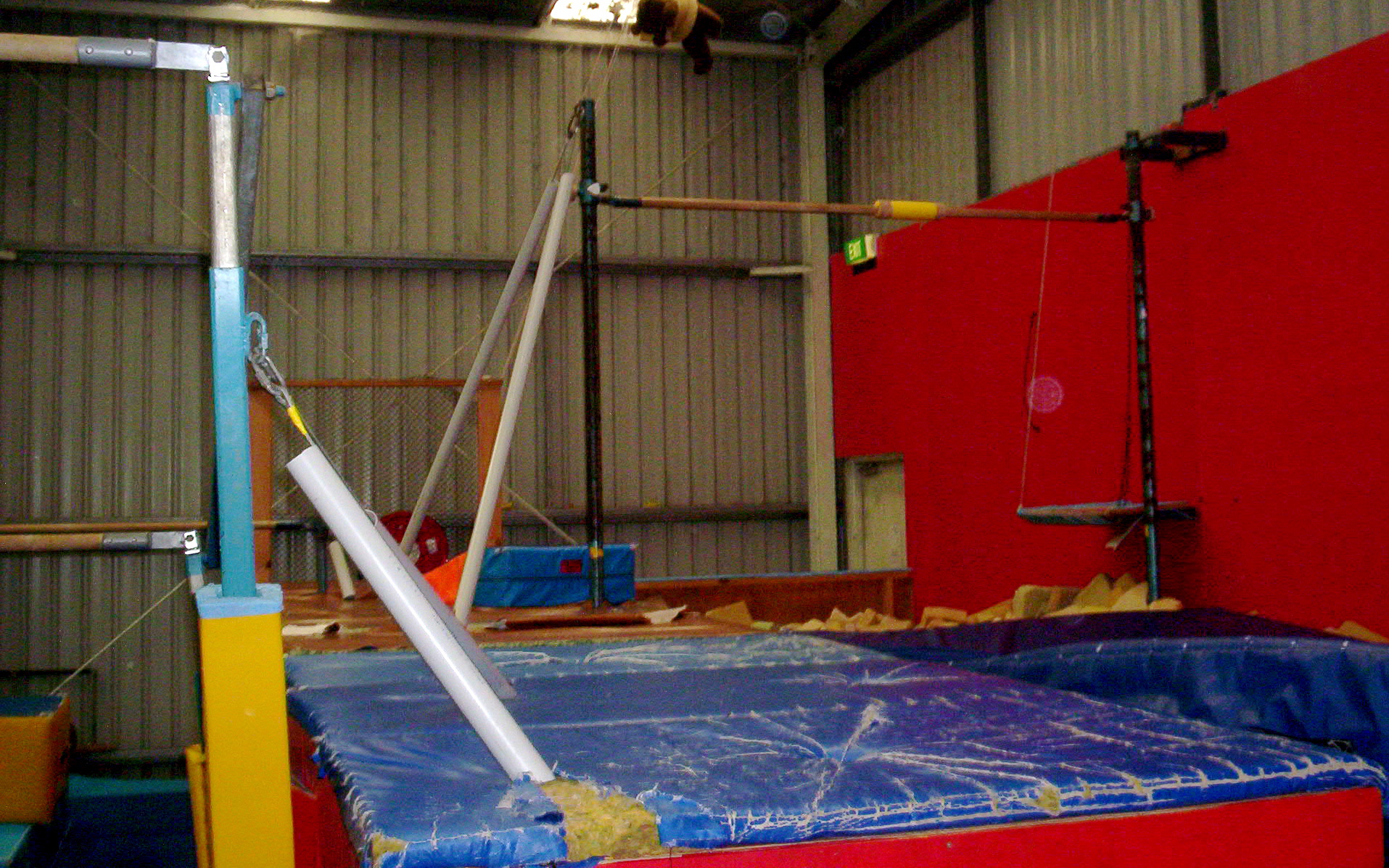

1813년 독일의 얀이 자기가 경영하는 하젠하이데의 체조장에서 수평봉을 만들어 시작한 것이 철봉 운동이다. 매달리는 힘이 중심으로, 매달려 흔들기, 돌기 운동이 기본 동작이다. 이 운동을 하면 매달리는 힘과 팔·어깨·가슴 부위의 근육이 발달된다.
철봉운동은 철봉에 매달린 자세에서 진동을 이용하여 행하는 운동으로 기계체조 종목 가운데 가장 불안한 요소를 가지고 있으며, 기술이 다양하여 관중의 입장에서 관전하기에는 흥미있는 종목이다. 세계 체조 협회에서 1975년 1월 1일에 규정한 철봉은 광택이 나는 강철로 되어 있으며 지름 2.7cm, 길이 2.35~2.5m이고, 높이는 바닥에서 약 2.5m으로서 계속 사용하고 있다. 선수들은 대개 손 보호대를 착용하고 규정 경기시간은 15~30초이다. 경기내용에 포함되는 운동은 철봉에 매달려 있다가 봉 위로 몸을 들어 올려 지탱하는 업스타트, 물구나무 선 자세에서 팔을 쭉 뻗은 채 몸을 봉 주위로 돌리며 손을 서로 교차시키거나 봉에서 떼었다가 방향을 바꾸는 휘돌기, 양손을 봉에서 떼어 봉 위로 도약했다가 다시 봉을 잡는 운동 등이다. 마무리는 양다리를 벌리고 봉을 뛰어넘거나, 앞 또는 뒷방향으로 공중제비 돌며 착지하는 것이다.
기술의 분류는 철봉에 손을 잡는 방향에 따라 다르게 되는데, 잡기의 명칭으로는 바로잡기·엎어잡기·엇걸어잡기·한손엎어잡기·틀어잡기 등이 있으며, 기술로는 차오르기·흔들어오르기·앞뒤크게 휘돌기 등이 있다. 구성상 유의해야 할 점은 진동기술과 크게 휘돌기의 방향전환, 틀기기술, 양손을 철봉에서 놓았다가 다시잡는 기술이 포함되어 시작에서부터 착지시까지 멈추지 않고 동작이 연결되어야 한다.

### 여자종목

#### 이단 평행봉

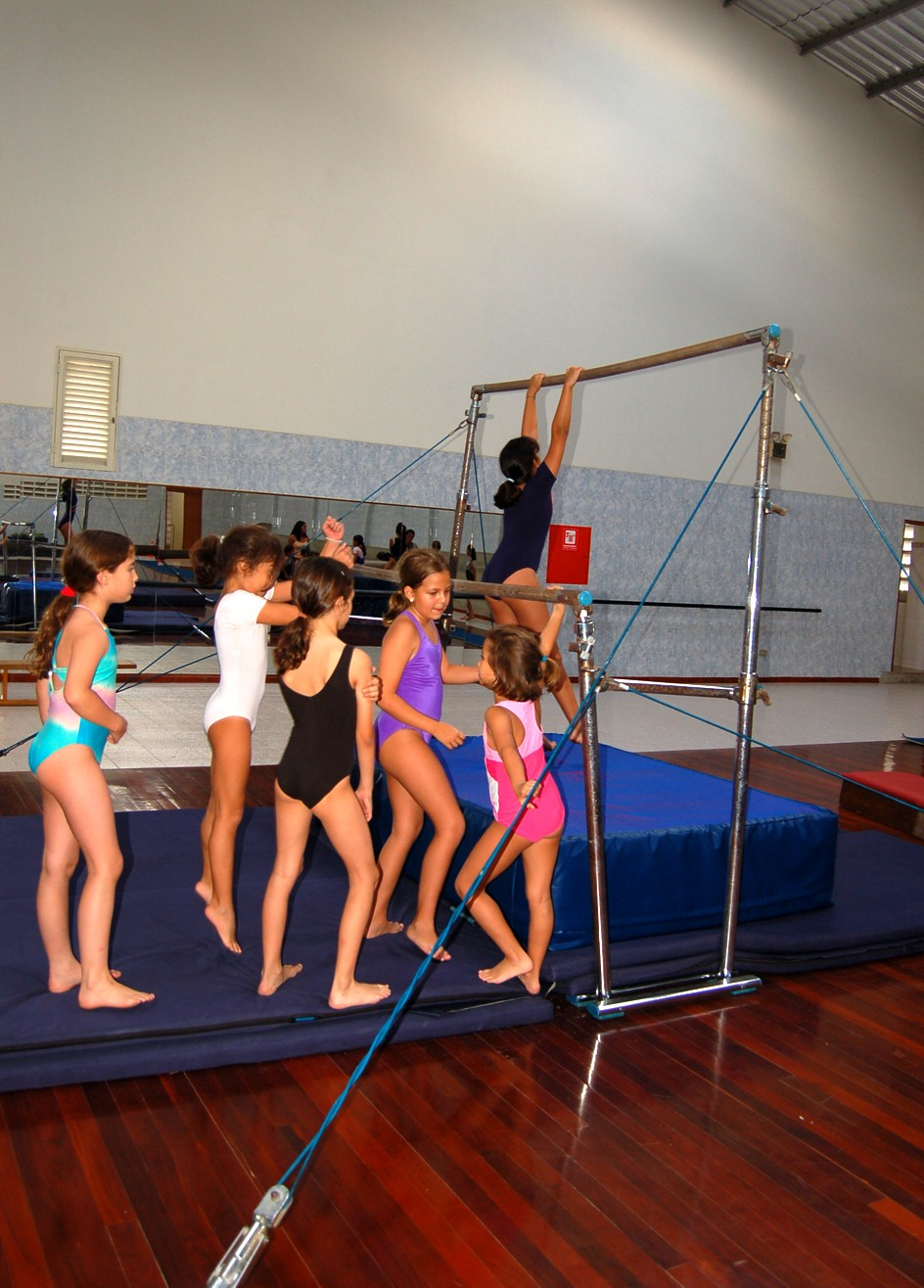

이단평행봉 연기는 매달리기와 흔들기가 대부분이지만 매우 다양한 동작을 연기할 수 있다. 국제 체조 연맹에 의하여 규정된 기구는 높은 봉의 높이가 마룻바닥으로부터 2.3m, 낮은 봉의 길이가 1.5m라는 점을 제외하고는 그 크기와 구조가 남자체조에 사용되는 평행봉과 같다. 철봉의 기술로서 차오르기나 팔로 지지하여 도는 등의 기술이 많다. 그러나 두 개의 바가 높이의 차이가 있기 때문에 철봉과 같이 다이나믹한 크게 돌기 형태는 불가능하다. 그러므로 길게 매달려 행하는 기술은 낮은 봉에 방해를 받게 되어 도중에 다른 바로 옮기든가 혹은 다른 기술로 옮길 수밖에 없었다. 따라서 높은 봉에서 낮은 봉으로, 또는 낮은 봉에서 높은 봉으로 옮기는 방법이 이단평행봉의 독특한 운동특성이라고 하겠다.
경기시에 구성상 유의해야 할 사항은 기구에 매달려 시작된 때부터 착지동작까지 자연스럽게 연결되어야 하며, 높은 봉과 낮은 봉으로의 이동을 골고루 사용하고 한 봉에서의 돌기운동이 포함되어야 한다. 연기중에 순간적인 정지형태는 2회까지만 허용된다.

#### 평균대

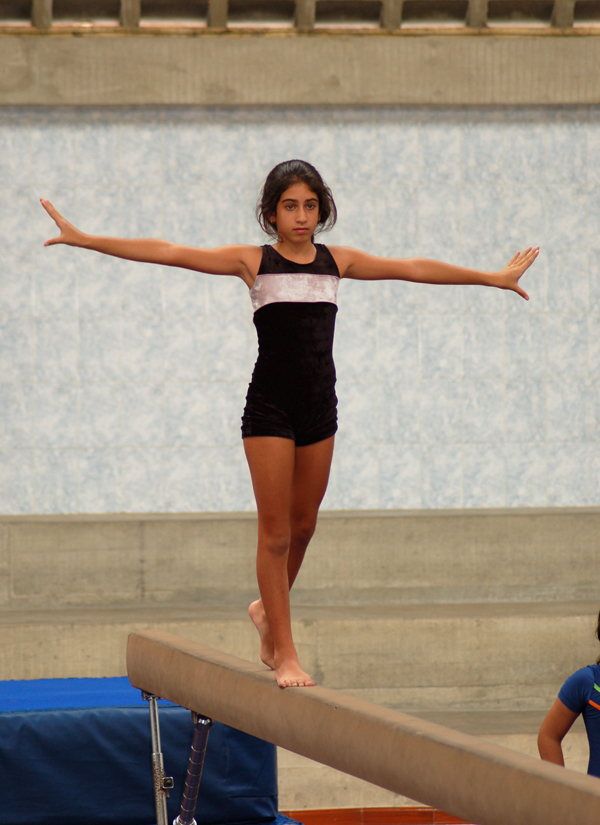
평균대에 연기하는 어린 체조 선수

평균대는 체조 종목 중 하나로, 주로 여성 체조 선수들이 수행하는 운동 기구이다. 체조 경기에서 선수들은 이 기구를 이용해 균형 감각과 기술을 발휘하며 다양한 동작을 수행한다.
국제 체조 연맹에 의하여 규정된 기구는 나무로 된 대로 길이 5m, 너비 10cm 규격이며 높이는 120cm이다. 선수는 손을 짚어 도약하거나 점프를 해서 대 위에 오름으로써 경기를 시작한다. 기술의 내용은 마루운동의 기술과 아주 비슷하지만 운동하는 지지면의 제한과 높이의 차이라는 조건하에 운동이 행해지게 되고 걷기·뛰기·방향바꾸기·구르기·돌기·공중돌기 등의 동적인 요소가 있고, 균형을 취하는 정적인 요소가 있다. 경기내용에는 걷기·뛰기·점프·돌기·앉기 외에도 눕는 자세, 균형유지 자세, 정지된 자세 등이 들어가야 한다.
경기는 1분 10초에서 1분 30초 사이에 평균대의 전면을 이용하여 정적인 요소와 동적인 요소를 조화있게 구성하여 연속적인 연결성과 우아함·산뜻함·창의성이 발휘된 기교로서 이루어져야 한다. 평균대에서의 전형적인 정지요소(정지)는 3회까지 허용한다.

## 경기 방식
- 단체 종합 예선

단체 종합 예선은 1팀에서 최대 6명 중 각 종목 1명씩 5명이 경기를 펼쳐, 상위 4명 득점의 합계를 가지고 순위를 매긴다.
- 단체 종합 결승

단체 종합 결승 채점 방법 각 종목 5명의 선수가 경기를 펼치고 난 후 각각의 선수들의 가장 높은 점수 4명을 더해서 나온 값을 더한다
남자 ex) 마루 5명의 선수가 각자 13.4 13.5 12.7 13.2 13.3 나왔을 경우 12.7 선수에 점수를 빼고 더한 점수 53.4를 기록을 하여 각 종목 마루 안마 링 도마 평행봉 철봉을 총합 정산하여 나온 점수로 계산하여 단체 순위를 발표한다
- 개인 종합

개인 종합은 단체 예선 경기에서 펼쳐진 종목에 선수에 모든 종목의 점수를 더하여 나온 상위 점수로 순위를 매겨진다.
이때 남자는 6종목을 전부 합산하여 나온 점수이고 여성의 경우 4종목을 전부 더한 점수를 포함하여 쓰인다
- 종목별 결승

종목별 결승은 단체 종합 예선 종목에서 각각의 상위 점수를 받은 선수들 8명이 Final 결승 날에 각 종목 메달 순위 싸움을 한다.
이 Final 경기 날에는 여성 남성 다같이 시합장에서 경기를 펼친다.

## 경기 규칙
경기의 규칙은 국제 체조 연맹의 결정에 따라 규칙이 정해지며 각지에서 개최되는 대회에는 쥬니어 규칙등 많은 로컬 규정도 존재하지만 기본적으로는 모두 같다.
• 채점
단체 경기는 각 종목 5명씩 선수들이 출전하여 1명씩 경기를 진행한 후 각각 제일 높은 점수가 나온 4명에 선수들의 점수를 더해서 나온 값
30초 이내의 너무 짧은 연기는 5.0점의 감점을 받는다.
경기 종목 필수 요소는 도마를 제외하고 남자는 10개 요소, 여자는 8개 요소가 포함되어야 한다.
• 감점
| 마루 운동 | 한 발 또는 한 손이 마루 공간 밖에 닿을 경우 양발 또는 양손, 신체 일부가 마루 공간 밖에서 착지할 경우 규정연기 시간이 모자라거나 초과했을 경우 공중 동작에서 다리가 교차가 되어 있을 경우                                                       |
| 안마      | 발 끝 무릎 굽혀져 있을 경우 다리 벌어지거나 교차 하였을 경우 엉덩이가 안마에 닿거나 걸리거나 선회 돌 때 다리가 안마에 스치거나 걸릴 경우 안마 기술 연기 중 안마에서 떨어졌을 경우                                                              |
| 링        | 링 물구나무 십자 등의 자세 정지 시간이 부족하였을 경우 링 연기 중 떨어져 내려오는 경우 팔 굽혀지고 발끝 무릎이 굽혀져 있는 경우 (무릎 굽히기 감점제외 경우: 기술 자체에 굽히는 기술일 경우 제외)                                               |
| 도마 운동 | 물구나무서기 자세가 수직이 되지 않을 경우 공중 돌기 시 다리가 벌어지는 경우 착지 시 라인을 이탈한 경우 도움닫기 거리 25m를 위반한 경우 |
| 평행봉    | 다리 발끝 무릎 굽혀져 있을 경우 물구나무 상태에서 손을 움직일 경우 쳐지기 기술 중 다리가 땅에 닿았을 경우 평행봉 연기 중 내려오거나 평행봉 위에 다리를 올릴 경우                                                                               |
| 철봉 운동 | 봉에 올라갈 때와 기술 연기 중 다리가 벌어지거나 굽혀질 경우 (다리 벌리기 기술: 스타르타 및 엔도 스타르타 드가체프등 각종 기술 경우 제외) 일시적으로 동작이 정지할 경우 동작의 크기가 작거나 팔이 굽혀진 경우 철봉 연기 중 떨어져 내려오는 경우 |
| 평균대    | 평균대에서 떨어지려고 할 때 평균대에 손을 짚을 경우 평균대에서 떨어졌을때 연기 제한 시간 90초를 초과했을 경우 30초 이내의 짧은 연기를 했을 경우                                                                                                |

## 채점
채점규칙이 제정된 이후 올림픽을 주기로 매 4년마다 변경되어 왔으며 채점규칙을 근거로 기계체조 연기를 평가해왔으나 2005년까지 10점 만점제도틀은 바뀌지 않고 계속 유지해왔다. 그러나 선수들의 연기수준이 평준화되면서 채점규칙에 변별력이 부족하다는 평가를 하게 됨에 따라 2006년부터 10점 만점제도가 폐지되고 기록경기제도로 변경되었다. 예컨대 최종점수를 산출하는 방식은 A점수(난도점수)+B점수(감점점수)=최종점수이다. 현재까지 최종 점수가 16.500 이상이 나오게되면 상위점수이며, 아직까지 17점대가 나온 적이 없다. 이런 방식에 대해 반대하는 입장에서는 어려운 기술만 난무하게 되어 기계체조에만 느껴지는 아름다움이 손상될지도 모른다고 주장한다. 그러므로 2008년 하계 올림픽 이후 채점규칙이 어떤 방식으로 변경되어야 할지는 논란의 여지가 있다.

## 체조 주관 기관
- 국제 체조 연맹(FIG) Fédération Internationale de Gymnastique

국제 체조 연맹은 122국가의 단체가 모인 연맹이다.
- 유럽 체조 연합(UEG) European Union of Gymnastics
- 범미주 체조 연합(PAGU) Pan-American Gymnastic Union
- 아시아 체조 연합(AGU) Asian Gymnastic Union
- 아프리카 체조 연합(UAG) African Gymnastics Union

## 주요대회

### 전 세계 대회
| 대회                                                    | 성별 | 종목        |
| ------------------------------------------------------- | ---- | ----------- |
| 하계 올림픽 세계 체조 선수권대회 하계 유니버시아드 대회 | 남자 | 개인종합    |
| 하계 올림픽 세계 체조 선수권대회 하계 유니버시아드 대회 | 남자 | 단체종합    |
| 하계 올림픽 세계 체조 선수권대회 하계 유니버시아드 대회 | 남자 | 도마        |
| 하계 올림픽 세계 체조 선수권대회 하계 유니버시아드 대회 | 남자 | 마루        |
| 하계 올림픽 세계 체조 선수권대회 하계 유니버시아드 대회 | 남자 | 안마        |
| 하계 올림픽 세계 체조 선수권대회 하계 유니버시아드 대회 | 남자 | 링          |
| 하계 올림픽 세계 체조 선수권대회 하계 유니버시아드 대회 | 남자 | 평행봉      |
| 하계 올림픽 세계 체조 선수권대회 하계 유니버시아드 대회 | 남자 | 철봉        |
| 하계 올림픽 세계 체조 선수권대회 하계 유니버시아드 대회 | 여자 | 개인종합    |
| 하계 올림픽 세계 체조 선수권대회 하계 유니버시아드 대회 | 여자 | 단체종합    |
| 하계 올림픽 세계 체조 선수권대회 하계 유니버시아드 대회 | 여자 | 도마        |
| 하계 올림픽 세계 체조 선수권대회 하계 유니버시아드 대회 | 여자 | 마루        |
| 하계 올림픽 세계 체조 선수권대회 하계 유니버시아드 대회 | 여자 | 이단 평행봉 |
| 하계 올림픽 세계 체조 선수권대회 하계 유니버시아드 대회 | 여자 | 평균대      |

### 대륙별 대회
- 올아프리카 게임
- 아시안 게임
- 코먼웰스 게임
- 팬아메리칸 게임
- 남아메리카 게임

## 대중문화

### 영화
대부분 기계체조 관련 영화는 미국 할리우드 영화에 치우쳐져 있다. 거의 모든 기계체조 관련 영화가 주인공이 역경을 이겨내고 성공하는 내용을 담은 것으로서 1986년작인 〈American Anthem(불타는 도전)〉, 2006년작인 〈Peaceful Warrior(평화로운 전사)〉, 2006년작인 〈Stick It(스틱잇)〉 모두 그렇다. 1986년에 개봉한 〈짐카타(Gymkata)〉는 주인공 본래의 직업인 기계체조 선수를 조명하기보다는 적의 음모를 막는 부분에 초점을 맞췄기 때문에 정확히 기계체조 영화라고 볼 수는 없다.

## 같이 보기
- 국제 체조 명예의 전당
- 도마 금메달리스트(남자)
- 올림픽 남자 체조 메달리스트
- 올림픽 여자 체조 메달리스트
- 세계 체조 선수권대회